# Grand Prix automobile d'Italie 1984
Résultats du Grand Prix d'Italie de Formule 1 1984 qui a eu lieu sur le circuit de Monza le 9 septembre 1984.

## Classement
| Pos. | No | Pilote             | Écurie            | Tours | Temps/Abandon                      | Grille | Points |
| ---- | -- | ------------------ | ----------------- | ----- | ---------------------------------- | ------ | ------ |
| 1    | 8  | Niki Lauda         | McLaren-TAG       | 51    | 1 h 20 min 29 s 065 (220,515 km/h) | 4      | 9      |
| 2    | 27 | Michele Alboreto   | Ferrari           | 51    | + 24 s 249                         | 11     | 6      |
| 3    | 22 | Riccardo Patrese   | Alfa Romeo        | 50    | + 1 tour                           | 9      | 4      |
| 4    | 19 | Stefan Johansson   | Toleman-Hart      | 49    | + 2 tours                          | 17     | 3      |
| 5    | 30 | Jo Gartner         | Osella-Alfa Romeo | 49    | + 2 tours                          | 24     | 0*     |
| 6    | 31 | Gerhard Berger     | ATS-BMW           | 49    | + 2 tours                          | 20     | 0*     |
| 7    | 24 | Piercarlo Ghinzani | Osella-Alfa Romeo | 48    | Panne d'essence                    | 22     |        |
| 8    | 21 | Huub Rothengatter  | Spirit-Hart       | 48    | + 3 tours                          | 25     |        |
| 9    | 23 | Eddie Cheever      | Alfa Romeo        | 45    | Panne d'essence                    | 10     |        |
| 10   | 18 | Thierry Boutsen    | Arrows-BMW        | 45    | + 6 tours                          | 19     |        |
| Abd. | 15 | Patrick Tambay     | Renault           | 43    | Accélérateur                       | 8      |        |
| Abd. | 2  | Teo Fabi           | Brabham-BMW       | 43    | Moteur                             | 5      |        |
| Abd. | 17 | Marc Surer         | Arrows-BMW        | 43    | Moteur                             | 15     |        |
| Abd. | 16 | Derek Warwick      | Renault           | 31    | Pression d'huile                   | 12     |        |
| Abd. | 10 | Jonathan Palmer    | RAM-Hart          | 20    | Pression d'huile                   | 26     |        |
| Abd. | 1  | Nelson Piquet      | Brabham-BMW       | 15    | Fuite d'huile                      | 1      |        |
| Abd. | 11 | Elio De Angelis    | Lotus-Renault     | 14    | Boîte de vitesses                  | 3      |        |
| Abd. | 12 | Nigel Mansell      | Lotus-Renault     | 13    | Sortie de piste                    | 7      |        |
| Abd. | 5  | Jacques Laffite    | Williams-Honda    | 10    | Moteur                             | 13     |        |
| Abd. | 6  | Keke Rosberg       | Williams-Honda    | 8     | Moteur                             | 6      |        |
| Abd. | 26 | Andrea De Cesaris  | Ligier-Renault    | 7     | Moteur                             | 16     |        |
| Abd. | 25 | François Hesnault  | Ligier-Renault    | 7     | Sortie de piste                    | 18     |        |
| Abd. | 9  | Philippe Alliot    | RAM-Hart          | 6     | Allumage                           | 23     |        |
| Abd. | 28 | René Arnoux        | Ferrari           | 5     | Boîte de vitesses                  | 14     |        |
| Abd. | 7  | Alain Prost        | McLaren-TAG       | 3     | Turbo                              | 2      |        |
| Np.  | 14 | Manfred Winkelhock | ATS-BMW           | 0     | Boîte de vitesses                  | 21     |        |
| Nq.  | 20 | Pierluigi Martini  | Toleman-Hart      |       | Non qualifié                       |        |        |

- Jo Gartner et Gerhard Berger ne marquèrent pas de points au championnat du monde malgré leur classement car tous les deux conduisaient les « deuxièmes voitures » de leur équipe qui n'étaient pas inscrites pour la totalité du championnat et donc inéligibles pour marquer des points.

## Pole position et record du tour
- Pole position : Nelson Piquet en 1 min 26 s 584 (vitesse moyenne : 241,153 km/h).
- Meilleur tour en course : Niki Lauda en 1 min 31 s 912 au 42e tour (vitesse moyenne : 227,174 km/h).

## Tours en tête
- Nelson Piquet : 15 (1-15)
- Patrick Tambay : 27 (16-42)
- Niki Lauda : 9 (43-51)

## À noter
- 24e victoire pour Niki Lauda.
- 40e victoire pour McLaren en tant que constructeur.
- 10e victoire pour TAG-Porsche en tant que motoriste.